# Corydoras apiaka
Corydoras apiaka é um peixe peixe tropical de água doce pertencente à subfamília Corydoradinae e à família Callichthyidae. A espécie foi descrita em 2014, e seu estado de conservação é pouco preocupante.
Os espécimes dessa espécie foram encontrados nos rios Arinos, Teles Pires e Preto, todos na bacia do Rio Tapajós. O holótipo foi coletado em 2002 no Ribeirão Oito de Julho, afluente da margem direita do rio Arinos, próximo ao município de Porto dos Gaúchos, Mato Grosso, no Brasil. Os parátipos foram coletados entre 1992 e 2008.

## Etimologia
O nome do gênero, Corydoras, vem do grego, kory = capacete, doras = pele. O epíteto específico é uma homenagem ao povo indígena Apiacás, conhecidos pelas tatuagens faciais.

## Biologia
O animal se restringe a áreas arenosas de fluxo de água lento, em pequenos riachos.
Mede em média 32,3 milímetros, variando de 28,9 a 38,8 mm. Sua cabeça tem em média 11,8 mm.
Não possui manchas na membrana inter-radial da nadadeira dorsal, que o diferenciam de Corydoras xinguensis. Pode ser distinguido de outras espécies do gênero pelo tamanho do espinho na nadadeira dorsal, que é menor do que que os três primeiros raios ramificados da nadadeira dorsal. Além disso, distingue-se pela pela posição e número de manchas, barras no olho, distância inter-orbital, entre outras características morfológicas. Não foi identificado dimorfismo sexual na espécie.
De acordo com trabalho por J. Müller ainda não publicado, possui respiração aérea facultativa.
Filogeneticamente, pela matriz de Britto, está mais próximo de Corydoras metae, e ambas as espécies formam um clado monofilético com Corydoras araguaiaensis. A sinapomorfia deste clado é um processo pontiagudo na maxila para inserção de músculo.